# マヴォコ
マヴォコ（Mavoko）は、ケニアの首都ナイロビ郊外の都市。人口は8万1302人（2019年）。マチャコス (カウンティ)に属する。別名はアシリバー（Athi River）。
バンブリ・セメント、モンバサ・セメント、東アフリカポートランド・セメント会社、サヴァンナ・セメント、国営セメント、ARMセメント有限会社が立地する。

## 人口
- 1999年8月24日：2万2167人
- 2009年8月24日：11万396人[3]

## 交通
1920年、モンバサ⇔ナイロビ鉄道の駅がマヴォコに開業した。